# Lisa Mazzone

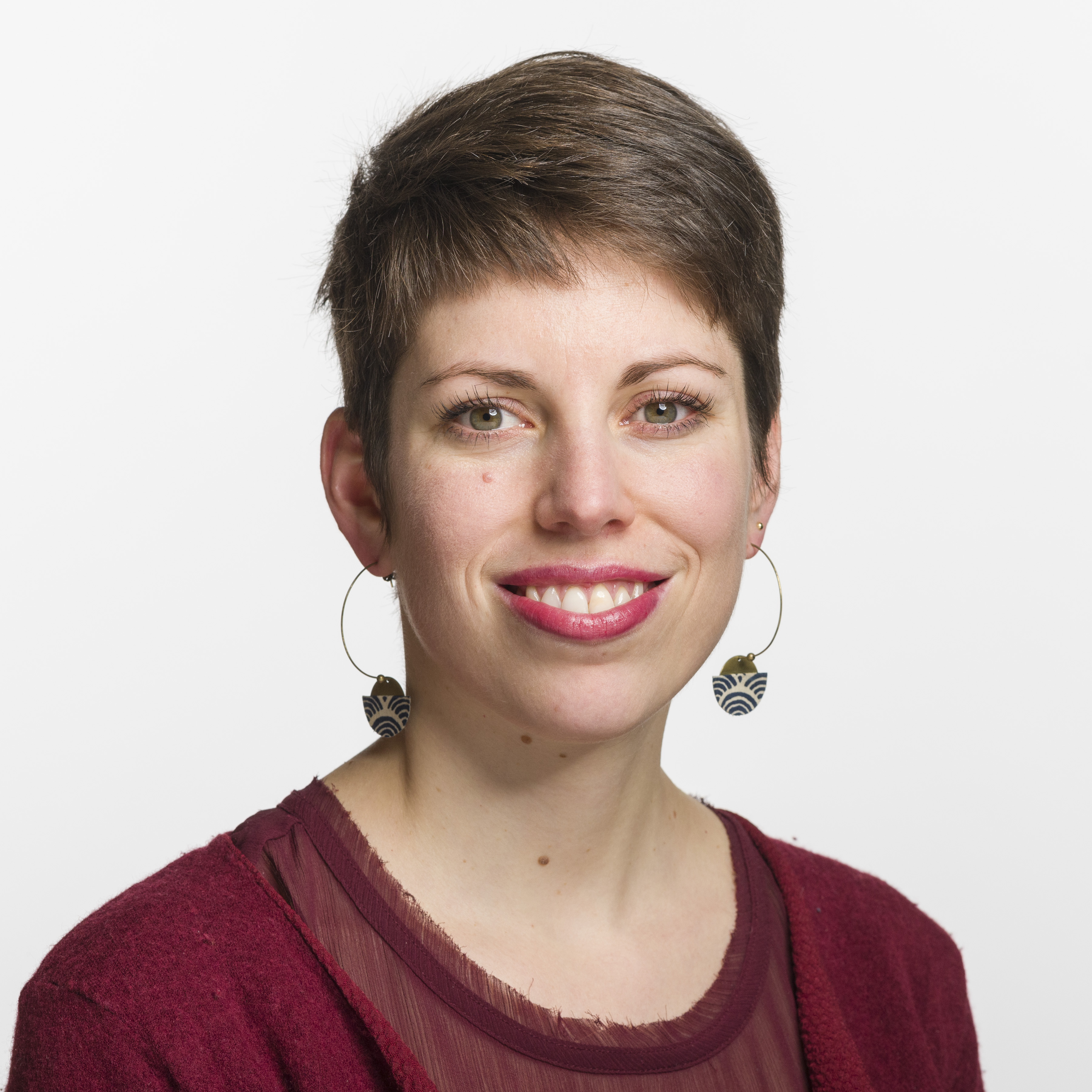
Lisa Mazzone (2019)

Lisa Marie Mazzone (* 25. Januar 1988 in Genf; heimatberechtigt in Versoix) ist eine Schweizer Politikerin und Parteipräsidentin der Grünen Schweiz. Sie war von 2015 bis 2019 Nationalrätin und von 2019 bis 2023 Ständerätin.

## Leben
Lisa Mazzone wuchs in Versoix als Tochter einer Medizinerin sowie eines Biochemikers und Solarinstallateurs auf. Sie studierte französische Literaturwissenschaft sowie Latein und schloss mit einem Bachelor ab. Heute wohnt sie in Genf, sie hat mit ihrem Partner, dem früheren Bundeshausjournalisten Christoph Lenz (seit Februar 2024 Co-Chef der Kommunikation des EDI), zwei Söhne.
Lisa Mazzone ist italienisch-schweizerische Doppelbürgerin, ihre Grosseltern mütterlicherseits, die Physikerin Maria und der Physiker Giuseppe Fidecaro, kamen von Italien nach Genf, um am CERN zu forschen.

## Politik
2008 trat Mazzone der Grünen Partei des Kantons Genf bei, der sie von April 2014 bis März 2016 vorstand. Von Juni 2011 bis Juli 2013 war sie im Gemeinderat von Le Grand-Saconnex. Von November 2013 bis November 2015 war sie Mitglied des Grossen Rates des Kantons Genf.
Bei den Eidgenössischen Wahlen 2015 wurde sie in den Nationalrat gewählt. Sie war zu diesem Zeitpunkt die jüngste Frau im Parlament. Als jüngstes neu gewähltes Nationalratsmitglied durfte Lisa Mazzone bei der Eröffnung der 50. Legislaturperiode am 30. November 2015 nach dem Alterspräsidenten eine Rede halten.
Mazzone war Mitglied der Kommission für Rechtsfragen (RK-N) sowie der Sicherheitspolitischen Kommission (SPK-N) des Nationalrates.
Bei den Wahlen 2019 wurde sie als Vertreterin des Kantons Genf in den Ständerat gewählt. In den Wahlen 2023 wurde sie nicht wiedergewählt, sie verlor ihren Sitz im zweiten Wahlgang. Im Ständerat war sie Mitglied der Kommission für Verkehr und Fernmeldewesen, der Kommission für Rechtsfragen, der Staatspolitischen Kommission und der Kommission für Umwelt, Raumplanung und Energie. Ferner war sie Mitglied der Begnadigungskommission (Vizepräsidentin) der Vereinigten Bundesversammlung, der Redaktionskommission der Eidgenössischen Räte für die französische Sprache (Stellvertreterin), der Delegation für die Beziehungen zum Französischen Parlament und der Verwaltungsdelegation der Bundesversammlung. Ihre Schwerpunktthemen im Ständerat lagen bei der Revision des Schweizer Sexualstrafrechts und der Revision des Energie- und Stromgesetzes.
Mazzone war von 2016 bis 2018 Vizepräsidentin des Hausvereins Schweiz (französisch HabitatDurable Suisse). Von 2016 bis 2020 war sie Vizepräsidentin der Grünen Partei der Schweiz. Von 2017 bis 2022 war sie Co-Präsidentin des Schweizerischen Zivildienstverbandes CIVIVA. Lisa Mazzone ist zudem im Initiativkomitee der Demokratie-Initiative, die ein Recht auf Einbürgerung mit objektiven Kriterien fordert. Sie gilt im politischen Bern als gut vernetzt. So werden im Dezember 2022 auf der Plattform Lobbywatch 38 bezahlte und unbezahlte Mandate und Mitgliedschaften aufgelistet.
An der Delegiertenversammlung der Grünen vom 6. April 2024 wurde Mazzone einstimmig als Nachfolgerin von Balthasar Glättli zur Parteipräsidentin gewählt.